# Ligue slovaque de hockey sur glace
La Ligue slovaque est le nom du premier Championnat de Slovaquie de hockey sur glace. Cette compétition a été créée à la suite de la partition de la Tchécoslovaquie en 1938 après les accords de Munich, et de l'indépendance de la Slovaquie. Seuls des clubs de la capitale Bratislava ont remporté le titre national.

## Palmarès
- 1939 : VŠ Bratislava
- 1940 : VŠ Bratislava
- 1941 : ŠK Bratislava
- 1942 : ŠK Bratislava
- 1943 : OAP Bratislava
- 1944 : OAP Bratislava